# Don Ameche
Dominic Felix Amici (Kenosha, Wisconsin, 31 de mayo de 1908-Scottsdale, Arizona, 6 de diciembre de 1993), más conocido como Don Ameche (/əˈmiːtʃiː/), fue un actor y director de cine estadounidense ganador del premio Óscar.
Sus padres fueron Felix Ameche, un inmigrante italiano cuyo apellido original era Amici, y Barbara, que era de ascendencia irlandesa y alemana. Tuvo dos hermanos, Burt y Jim, y dos hermanas, Anne y Mary Jane.

## Carrera

### Inicios: vodevil y cine
Ameche comenzó su carrera con el vodevil junto con Texas Guinan, aunque posteriormente dejaron de trabajar juntos ya que Guinan consideraba a Ameche demasiado estirado. 
Debutó en el cine en 1935 y, a finales de la década, se había convertido en uno de los principales actores de Hollywood. Interpretó con éxito películas como Alexander's Ragtime Band (1938), Moon over Miami (1941), Heaven Can Wait (1943), junto con Gene Tierney, y El gran milgaro (1939), interpretando a Alexander Graham Bell. Curiosamente, su interpretación del inventor del teléfono popularizó el latiguillo «ameche» como sinónimo de teléfono.

### Radio y televisión

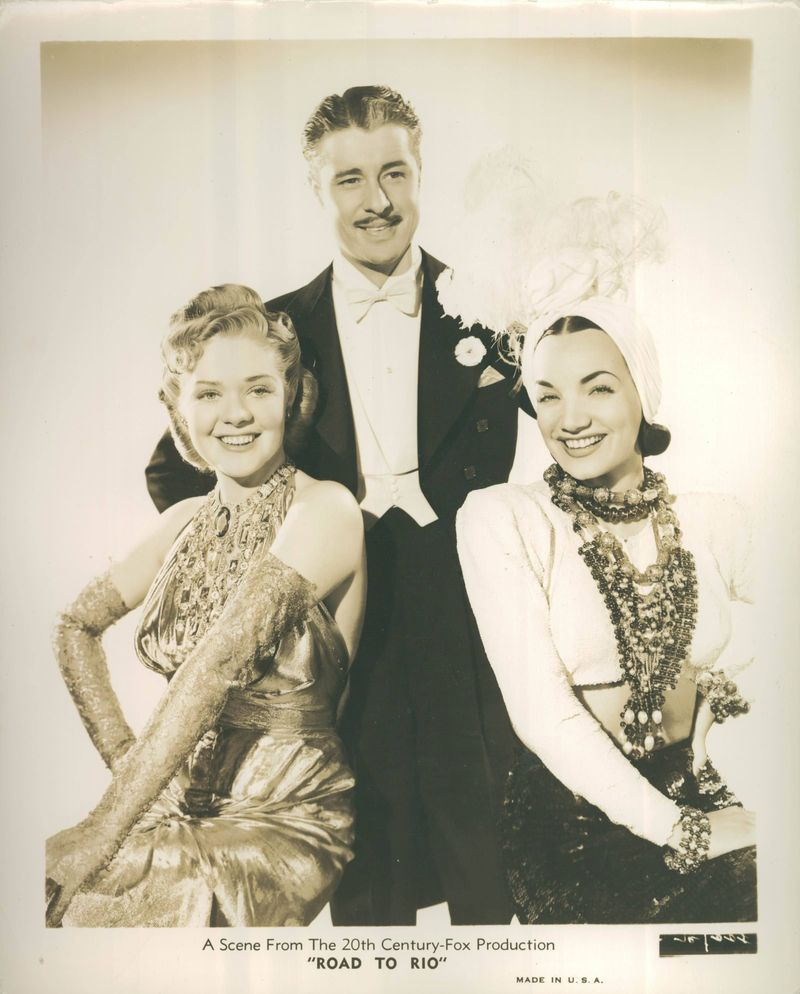
Con Alice Faye y Carmen Miranda

Ameche fue una estrella de la radio. Tras su intervención en el espectáculo de Edgar Bergen y Charlie McCarthy, consiguió un gran éxito a finales de los años cuarenta junto con Frances Langford en The Bickersons. Ameche disfrutó de una sustancial carrera en Broadway con papeles en Silk Stockings, Goldilocks, Holiday for Lovers, Henry, Sweet Henry y Our Town. 
Entre 1961 y 1965, Ameche trabajó en el programa de la NBC International Showtime. A finales de los sesenta e inicios de los setenta, Ameche dirigió la serie dramática de la NBC Julia, protagonizada por Diahann Carroll. 

### Regreso al cine
Ameche estuvo alejado del cine durante trece años, pero en 1983 volvió junto con el veterano actor Ralph Bellamy con la película Trading Places. Interpretaban a dos ricos hermanos que se apostaban un dólar acerca de la posibilidad de arruinar a un hombre inocente. El éxito de la película les proporcionó la vuelta al primer plano de Hollywood.
El siguiente papel de Ameche, en Cocoon (1985), le valió el Óscar al mejor actor de reparto. Siguió trabajando el resto de su vida (incluyendo un papel en la secuela: Cocoon: The Return). Sus últimas películas fueron Homeward Bound: The Incredible Journey (1993) y Corina, Corina (1994), completada unos días antes de su muerte.
Ameche falleció el 6 de diciembre de 1993, por un cáncer de próstata. Fue enterrado en el cementerio Resurrection Catholic, también conocido como cementerio de St. Philomena, en Asbury, Iowa.

### En el paseo de la fama
Por su contribución a la radio, Ameche recibió una estrella en el paseo de la fama de Hollywood, en el 6313 de Hollywood Boulevard, y una segunda estrella en el 6101 de la misma vía por su trabajo televisivo.

## Vida privada
Ameche estuvo casado con Honore Prendergast desde 1932 hasta la muerte de ella en 1986. Tuvieron seis hijos.

## Filmografía
| - Clive of India (1935) - Dante's Inferno (1935) - Sins of Man (1936) - Ramona (1936) - Ladies in Love (1936) - One in a Million (Una entre un millón) (1936) - In Old Chicago (Chicago) (1937) - Love Is News (Amor y periodismo) (1937) - Fifty Races to Town (1937) - You Can't Have Everything (1937) - Love Under Fire (1937) - Happy Landing (1938) - Alexander's Ragtime Band (1938) - Josette (1938) - Gateway (1938) - The Three Musketeers (Los tres mosqueteros) (1939) - Midnight (Medianoche) (1939) - El gran milagro (1939) - Hollywood Cavalcade (1939) - Swanee River (1939) - Lillian Russell (La reina de la canción) (1940) - Four Sons (1940) - Down Argentine Way (Serenata argentina) (1940) - That Night in Rio (1941) - Moon Over Miami (Se necesitan maridos) (1941) - Kiss the Boys Goodbye (Buscando la fama) (1941) - The Feminine Touch (Huellas femeninas) (1941) - Confirm or Deny (1941) - The Magnificent Dope (1942) - Girl Trouble (1942) - Something to Shout About (1943) | - Heaven Can Wait (El diablo dijo ¡no!, 1943) - Happy Land (1943) - Wing and a Prayer (Alas y una plegaria) (1944) - Greenwich Village (1944) - It's in the Bag! (1945) (cameo) - Guest Wife (Lo que desea toda mujer) (1945) - So Goes My Love (1946) - That's My Man (1947) - Sleep, My Love (Pacto tenebroso) (1948) - Slightly French (1949) - Phantom Caravan (1954) - The Ed Sullivan Show (1957) - A Fever in the Blood (1961) - The Greatest Show on Earth (1963) - Rings Around the World (1966) (documental) - Picture Mommy Dead (La muñeca de trapo) (1966) - The Boatniks (Marineros sin brújula) (1970) - Columbo (1971) - Suppose They Gave a War and Nobody Came? (Esta noche vamos de guerra) (1970) - Trading Places (1983) - Cocoon (1985) - Harry and the Hendersons (1987) - Pals (1987) - Coming to America (1988) - Things Change (Las cosas cambian) (1988) - Cocoon: el regreso (1988) - Oddball Hall (1990) - Oscar (1991) - Folks! (Cómo sobrevivir a la familia) (1992) - Homeward Bound: The Incredible Journey (De vuelta a casa, un viaje increíble) (1993) (voz) - Corrina, Corrina (Corina, Corina) (1994) |

## Premios
Óscar
| Año  | Categoría                       | Película | Resultado |
| ---- | ------------------------------- | -------- | --------- |
| 1986 | Óscar al mejor actor de reparto | Cocoon   | Ganador   |

Festival Internacional de Cine de Venecia
| Año  | Categoría                 | Película          | Resultado |
| ---- | ------------------------- | ----------------- | --------- |
| 1988 | Copa Volpi al mejor actor | Las cosas cambian | Ganador   |